# Frederick (Vorname)
Frederick ist ein männlicher Vorname, im Deutschen meist auch Frederik. Er ist das englische bzw. dänische Pendant zu Friedrich oder Friederich, wird in dieser oder sprachlich leicht angepassten Formen aber auch in nicht-englischsprachigen Gebieten verwendet. Weitere Varianten: Fredric, Fredrick.

## Herkunft und Bedeutung
Der Name Frederick setzt sich aus den althochdeutschen Wörtern fridu ‚Frieden‘ und rîhhi ‚mächtig, Fürst‘ zusammen. Der Name bedeutet daher ‚friedlicher Herrscher‘ oder ‚Friedensfürst‘.
- Schwedisch: Fredrik
- Norwegisch: Fredrik
- Finnisch: Fredrik
- Dänisch: Frederik
- Isländisch: Friðrik
- Irisch: Feardorcha
- Lettisch: Frederiks
- Niederländisch: Frederik
- Polnisch: Fryderyk
- Slowenisch: Friderik
- Französisch: Frédéric
- Italienisch: Federico
- Spanisch: Federico
- Portugiesisch: Frederico

## Namenstag
- 18. Juli

## Namensträger

### Frederick
- Frederick, Duke of York and Albany (1763–1827), britischer Feldmarschall, Fürstbischof von Osnabrück

- Frederick Delius (1862–1934), englischer Komponist
- Frederick Douglass (1817–1895), US-amerikanischer Abolitionist und Schriftsteller
- Frederick Forsyth (1938–2025), britischer Schriftsteller
- Frederick Gowland Hopkins (1861–1947), englischer Biochemiker
- Frederick Lau (* 1989), deutscher Schauspieler
- Frederick Loewe (1901–1988), US-amerikanischer Komponist
- Frederick Mayer (1921–2006), deutscher Pädagoge, Hochschullehrer und Autor
- Christiaan Frederick Beyers Naudé (1915–2004), südafrikanischer Theologe und Apartheidgegner
- Frederick Law Olmsted (1822–1903), US-amerikanischer Landschaftsarchitekt
- Frederick Reines (1918–1998), US-amerikanischer Physiker
- Frederick Chapman Robbins (1916–2003), US-amerikanischer Mikrobiologe und Arzt
- Frederick Sanger (1918–2013), britischer Biochemiker und zweimaliger Nobelpreisträger
- Frederick Taylor (* 1947), britischer Historiker
- Frederick Winslow Taylor (1856–1915), US-amerikanischer Ingenieur und Arbeitswissenschaftler
- Frederick Trump (1869–1918), deutsch-amerikanischer Unternehmer, Großvater vom US-Präsidenten Donald Trump
- Frederick Judd Waugh (1861–1940), US-amerikanischer Maler, Illustrator und Autor

### Frederik
- Frederik IX. (1899–1972), König von Dänemark von 1947 bis 1972
- Frederik X. (* 1968), dänischer König seit 2024

#### A
- Frederik Ahlemann (* 1974), deutscher Wirtschaftsinformatiker
- Frederik Andersen (Eishockeyspieler) (* 1989), dänischer Eishockeytorwart
- Frederik Kobberup Andersen (1920–2003), dänischer Kanute

#### B
- Frederik Babucke (* 1975), deutscher Schauspieler
- Frederik Backaert (* 1990), belgischer Radrennfahrer
- Frederik Barfod (1811–1896), dänischer Politiker
- Frederik Valdemar Nikolai Beichmann (1859–1937), norwegischer Jurist
- Frederik Borgbjerg (1866–1936), dänischer Politiker
- Frederik Bott (* 1992), deutscher Schauspieler
- Frederik Braun (* 1967), deutscher Unternehmer
- Frederik Rudbek Henrik von Bülow (1791–1858), dänischer General
- Frederik Jacobus Johannes Buytendijk (1887–1974), niederländischer Biologe

#### C
- Frederik von Castell (* 1989), deutscher Journalist
- Frederik Colberg (* 1993), dänischer Badmintonspieler
- Frederik Collett (1839–1914), norwegischer Maler

#### D
- Frederik Deburghgraeve (* 1973), belgischer Schwimmer
- Frederik Dekkers (1644–1720), niederländischer Mediziner
- Frederik Dreier (1827–1853), dänischer Schriftsteller
- Frederik Due (1796–1873), norwegischer Politiker

#### E
- Frederik van Eeden (1860–1932), niederländischer Psychologe
- Frederik Ellgaard (1896–nach 1960), deutsch-dänischer Maler
- Frederik Elsner (* 1986), grönländischer Badmintonspieler und Musiker

#### F
- Frederik Faber (1795–1828), dänischer Zoologe
- Frederik Fetterlein (* 1970), dänischer Tennisspieler
- Frederik Diderik Sechmann Fleischer (1783–1849), dänisch-norwegischer Politiker
- Frederik Foert (* 1971), deutscher Künstler
- Frederik J. Forell (1888–1968), deutscher Pfarrer
- Frederik Fuglsang (1887–1954), dänischer Kameramann

#### G
- Frederik von Gabel (1640er–1708), dänischer Staatsmann
- Frederik von Gersdorff (1651–1724), dänischer General
- Frederik Gößling (* 1977), deutscher Fußballtorwart
- Frederik Götz (* 1988), deutscher Schauspieler
- Frederik van de Graaff (1944–2009), niederländischer Ruderer

#### H
- Frederik Harhoff (* 1949), dänischer Rechtswissenschaftler
- Frederik von Hauch (1754–1839), dänischer Generalpostdirektor
- Frederik von Haxthausen (1750–1825), dänisch-norwegischer Offizier und Politiker
- Frederik van Heilo (≈1400–1455), niederländischer Mönch
- Frederik Henningsen (* 1988), deutscher Basketballspieler
- Frederik Stefan Herzberg (* 1981), deutscher Mathematiker
- Frederik Hetmann (1934–2006), deutscher Schriftsteller
- Frederik Høegh (1895–1970), grönländischer Drucker
- Frederik Holst (Fußballspieler) (* 1994), dänischer Fußballspieler
- Frederik Hunschede (* 1986), deutscher Schauspieler

#### J
- Frederik Jensen (Politiker) (1900–1983), grönländischer Landesrat
- Frederik Nicolai Jensen (1818–1870), norwegischer Geistlicher, Maler und Theaterdirektor
- Frederik Johnstrup (1818–1894), dänischer Geologe
- Frederik Jörg (* 1992), deutscher Basketballspieler

#### K
- Frederik Hendrik Kaemmerer (1839–1902), niederländischer Maler
- Frederik Kaiser (1808–1872), niederländischer Astronom
- Frederik Kalbermatten (* 1981), Schweizer Snowboarder
- Frederik Willem de Klerk (1936–2021), südafrikanischer Politiker, Staatspräsident 1989 bis 1994
- Frederik Knorren (* 1987), deutscher Springreiter
- Frederik Knuth (1760–1818), dänischer Kammerherr
- Frederik Marcus Knuth (Politiker) (1813–1856), dänischer Politiker
- Frederik Marcus Knuth (Botaniker) (1904–1970), dänischer Botaniker und Politiker (DNSAP)
- Frederik Kortlandt (* 1946), niederländischer Linguist
- Frederik Köster (* 1977), deutscher Jazzmusiker
- Frederik H. Kreuger (1928–2015), niederländischer Hochspannungswissenschaftler
- Frederik Kristensen (1952–2021), grönländischer Künstler

#### L
- Frederik Tryde Lassen (1838–1920), dänischer Politiker
- Frederik Lennert (1900–nach 1982), grönländischer Politiker
- Frederik Liebmann (1813–1856), dänischer Botaniker
- Frederik Christian Lund (1826–1901), dänischer Maler
- Frederik Lynge (1889–1957), grönländischer Politiker

#### M
- Frederik Madsen (* 1998), dänischer Radrennfahrer
- Frederik Magle (* 1977), dänischer Musiker
- Frederik van Massow (1798–1876), niederländischer Adliger
- Frederik van der Meer (1904–1994), niederländischer Kirchenhistoriker
- Frederik Moltke (1825–1875), dänischer Politiker
- Frederik de Moucheron (1634–1686), niederländischer Maler
- Frederik Muller Jzn. (1883–1944), niederländischer Philologe

#### N
- Frederik Ndoci (* 1960), albanischer Sänger
- Frederik Nielsen (Politiker) (1880–nach 1932), grönländischer Landesrat
- Frederik Nielsen (Schriftsteller) (1905–1991), grönländischer Schriftsteller, Übersetzer, Sprachwissenschaftler, Intendant und Landesrat
- Frederik Nielsen (Tennisspieler) (* 1983), dänischer Tennisspieler

#### O
- Frederik Obermaier (* 1984), deutscher Journalist
- Frederik Olsen (Politiker, 1882) (1882–1969), grönländischer Landesrat
- Frederik Over (* 1967), deutscher Politiker

#### P
- Frederik Paludan-Müller (1809–1876), dänischer Schriftsteller
- Frederik Paulsen (Mediziner) (1909–1997), deutsch-schwedischer Mediziner und Unternehmensgründer
- Frederik Paulsen (Chemiker) (* 1950), schwedischer Chemiker und Unternehmer
- Frederik Peeters (* 1974), Schweizer Comiczeichner
- Frederik Petersen (1853–1917), färöischer Pfarrer und Politiker, siehe Fríðrikur Petersen
- Frederik Philips (1830–1900), niederländischer Industrieller
- Frederik Pithan (um 1550–1632), niederländischer Offizier und Söldnerführer
- Frederik Pleitgen (* 1976), deutscher Journalist
- Frederik Pohl (1919–2013), US-amerikanischer Schriftsteller
- Frederik van de Poll (1780–1853), niederländischer Politiker
- Frederik Poulsen (1876–1950), dänischer Archäologe
- Frederik Prausnitz (1920–2004), deutsch-amerikanischer Dirigent

#### R
- Frederik Riise (1863–1933), dänischer Fotograf
- Frederik Rohde (1816–1886), dänischer Maler
- Frederik Rønnow (* 1992), dänischer Fußballtorwart
- Frederik Ruysch (1638–1731), niederländischer Anatom und Botaniker

#### S
- Frederik Schmid (* 1989), deutscher Schauspieler
- Frederik L. Schodt (* 1950), US-amerikanischer Autor
- Frederik Schou-Nielsen (* 1996), dänischer Sprinter
- Frederik Schram (* 1995), isländischer Fußballspieler
- Frederik Simak (* 1998), deutscher Handballspieler
- Frederik van Zyl Slabbert (1940–2010), südafrikanischer Politiker
- Frederik Sneedorff (1760–1792), dänischer Historiker
- Frederik Søgaard (* 1997), dänischer Badmintonspieler
- Frederik Sørensen (* 1992), dänischer Fußballspieler
- Frederik Stang (1808–1884), norwegischer Jurist und Politiker
- Frederik Steiner (* 1975), deutscher Regisseur
- Frederik Storm (* 1989), dänischer Eishockeyspieler
- Frederik Doveton Sturdee (1859–1925), britischer Admiral

#### T
- Frederik Tiffels (* 1995), deutscher Eishockeyspieler
- Frederik Tingager (* 1993), dänischer Fußballspieler
- Frederik D. Tunnat (* 1953), deutscher Schriftsteller

#### V
- Frederik Van Lierde (* 1979), belgischer Triathlet
- Frederik Vermehren (1823–1910), dänischer Maler
- Frederik Veuchelen (* 1978), belgischer Radrennfahrer

#### W
- Frederik Weinert (* 1981), deutscher Sprachwissenschaftler
- Frederik Wiedmann (* 1981), deutscher Komponist
- Frederik Willems (* 1979), belgischer Radrennfahrer
- Frederik Wilmann (* 1985), norwegischer Radrennfahrer
- Frederik Winter (1712–1760), deutscher Mediziner
- Frederik de Wit (1610–1698), niederländische Verleger, siehe Frederik de Wit
- Frederik de Wit (1630–1706), niederländische Verleger, siehe Frederik de Wit

#### Z
- Frederik Ludvig Bang von Zeuthen (1888–1959), dänischer Wirtschaftswissenschaftler
- Frederik Willem Zeylmans van Emmichoven (1893–1961), niederländischer Anthroposoph

### Fredric
- Fredric Holen Bjørdal (* 1990), norwegischer Politiker
- Fredric Brown (1906–1972), US-amerikanischer Science-Fiction- und Krimi-Autor
- Fredric Jameson (1934–2024), US-amerikanischer politischer Marxist, Literaturkritiker und -theoretiker
- Fredric Kroll (1945–2024), US-amerikanischer Komponist und Schriftsteller
- Fredric March (1897–1975), US-amerikanischer Schauspieler in Kino und Theater
- Fredric Wertham (1895–1981), deutsch-amerikanischer Psychiater und Autor

### Fredrick
- Fredrick Canon (* 1976), nauruischer Leichtathlet
- Fredrick Toben (1944–2020), deutscher Revisionist und Leugner des Holocaust

### Familienname
- Lothar Knud Frederik (1886–1957), deutscher Filmkritiker und Drehbuchautor

## Sonstiges
- Frederick heißt die Hauptfigur in dem Bilderbuchklassiker Frederick von Leo Lionni
- Frederick heißt eine Hauptfigur in der Lege-Trickfilmserie Piggeldy und Frederick von Dieter und Elke Loewe